# Petra Grotkamp
Petra Charlotte Grotkamp (geb. Funke; * 1943 in Essen) ist eine deutsche Unternehmerin, Verlegerin und Tochter des WAZ-Mitgründers Jakob Funke. Bis 2018 war sie Aufsichtsratsvorsitzende der Funke Mediengruppe, zu der u. a. die Westdeutsche Allgemeine Zeitung (WAZ), die größte Regionalzeitung Deutschlands, zählt.

## Leben

### Herkunft und Ausbildung
Grotkamp ist die jüngste von vier Töchtern von Jakob Funke. Dieser verstarb 1975. Daraufhin erbte sie mit ihren Schwestern die Hälfte des Unternehmens. Ihre Schwester Ute ließ sich 1989 von den drei verbliebenen Schwestern auszahlen.

### Beruf
2012 kaufte Grotkamp den 50 %-Anteil der WAZ-Gruppe den Enkelkindern des Verlagsmitgründers Erich Brost für rund 470 Mio. Euro ab. Die anderen 50 % gehörten bereits Mitgliedern der Funke-Familien-Gesellschaft. Dieser Verkauf war einer der größten Medien-Deals Deutschlands. Grotkamp hielt ab da 66,6 % der Anteile und wurde Mehrheitseigentümerin. Die anderen Anteile mit jeweils 16,67 % halten Stephan Holthoff-Pförtner, Adoptivsohn ihrer verstorbenen Schwester Gisela Holthoff, und ihre andere Schwester Renate Schubries.
2017 übertrug sie ihre Anteile an dem Familienunternehmen zu gleichen Teilen an ihre drei Kinder Niklas Jakob Wilcke, Julia Becker und Nora Marx. 2018 gab sie den Aufsichtsrats-Vorsitz an ihre Tochter Julia Becker ab, behielt sich aber einen Sitz im Aufsichtsrat.
2020 wurde ihr Vermögen auf 600 Mio. EUR geschätzt; sie zählt somit zu den reichsten Verlegern Deutschlands.

### Privates
Sie war von 1986 bis zu dessen Tod im Jahr 2023 in zweiter Ehe mit Günther Grotkamp, dem langjährigen Geschäftsführer der WAZ-Gruppe, verheiratet. Sie hat drei Kinder. Ihre Schwester Gisela Holthoff starb 2011.

## Auszeichnungen
- 2016 wurde sie von kress als „Verlegerin des Jahres“ ausgezeichnet.[10][11]